# چاه شهید افشین
چاه شهید افشین روستایی در دهستان غیناب بخش مرکزی شهرستان سربیشه استان خراسان جنوبی ایران است.

## جمعیت
بر پایه سرشماری عمومی نفوس و مسکن در سال ۱۳۹۵ جمعیت این روستا ۱۱۸ نفر (۳۲خانوار) بوده‌است.